# Ed Stoppard
Edmund "Ed" Stoppard es un actor inglés, más conocido por haber interpretado a Sir Hallam Holland en la serie Upstairs, Downstairs.

## Biografía
Es hijo del dramaturgo Sir Tom Stoppard y de la médico/autora Miriam Moore-Robinson. Tiene un hermano William "Bill" Stoppard y dos medios hermanos Oliver Stoppard y Barnaby "Barny" Stoppard. Su prima es la exdiputada Oona King.
Se entrenó en la prestigiosa escuela de teatro London Academy of Music and Dramatic Art "LAMDA".
Está casado con Amy Stoppard; la pareja tiene tres hijas: Evie Stoppard, Esmé Stoppard y Maggie Stoppard.

## Carrera
En 2010 se unió al elenco principal de la miniserie Upstairs, Downstairs, donde interpretó a Sir Hallam Holland. En 2015 se anunció que aparecería en la serie The Frankenstein Chronicles, donde dará vida a Sir Daniel Hervey. Ese mismo año, se unió al elenco recurrente de la segunda temporada de la serie The Musketeers, donde interpretó a Lemay, el médico de la corte, hasta el noveno episodios después de que su personaje fuera asesinado bajo las órdenes del criminal Comte de Rochefort (Marc Warren).

## Filmografía[3]

### Series de televisión
| Año         | Título                      | Personaje            | Notas                   |
| ----------- | --------------------------- | -------------------- | ----------------------- |
| 2015        | Home Fires                  | Dr. Will Campbell    | 6 episodios             |
| 2015        | The Frankenstein Chronicles | Sir Daniel Hervey    | 5 episodios             |
| 2015        | The Musketeers              | Dr. Lemay            | 5 episodios             |
| 2014        | Cilla                       | Brian Epstein        | 3 episodios - miniserie |
| 2013        | Silent Witness              | James Embleton       | 2 episodios             |
| 2010 - 2012 | Upstairs, Downstairs        | Sir Hallam Holland   | 9 episodios             |
| 2017 - 2018 | Knightfall                  | Felipe IV de Francia | 10 episodios            |

### Películas
| Año  | Películas   | Personaje       | Notas |
| ---- | ----------- | --------------- | --- |
| 2016 | Genesis     | Presidente Pope | junto a John Hannah, Amrita Acharia, Warren Brown, Rick Warden, Wendy Glenn, Robert Boulter, Paul Nicholls & William Snape |
| 2002 | The Pianist | Henryk Szpilman | junto a Adrien Brody, Emilia Fox, Michal Zebrowski, Maureen Lipman, Frank Finlay, Wanja Mues y Richard Ridings             |

### Narrador
| Año  | Título                                        | Notas                                           |
| ---- | --------------------------------------------- | ----------------------------------------------- |
| 2013 | Hunt vs Lauda: F1's Greatest Racing Rivals    | -                                               |
| 2012 | The Great Train Robbery's Missing Mastermind? | -                                               |
| 2010 | Iceland Volcano: The Next Eruption            | -                                               |
| 2007 | Revealed                                      | episodio "Tutankhamun: Secrets of the Boy King" |

### Videojuegos
| Año  | Juego                           | Personaje          | Notas                           |
| ---- | ------------------------------- | ------------------ | ------------------------------- |
| 2013 | Assassin's Creed IV: Black Flag | Benjamin Hornigold | prestó su voz para el personaje |

### Teatro
| Año  | Obra                   | Personaje         | Director (a)    | Teatro                      | Notas                                                                        |
| ---- | ---------------------- | ----------------- | --------------- | --------------------------- | ---------------------------------------------------------------------------- |
| 2009 | Arcadia                | Valentine Coverly | David Leveaux   | Duke of York's Theatre      | junto a Samantha Bond, Dan Stevens, Lucy Griffiths & Neil Pearson            |
| 2008 | On The Rocks           | D.H. Lawrence     | Clare Lizzimore | Hampstead Theatre           | junto a Tracy-Ann Oberman, Charlotte Emmerson & Nick Caldecott               |
| 2007 | The Glass Menagerie    | Tom               | Rupert Goold    | Apollo Theatre              | junto a Amanda Hale, Mark Umbers & Jessica Lange                             |
| 2005 | Hamlet                 | Hamlet            | Stephen Unwin   | -                           | junto a Michael Cronin, Anita Dobson, Sam Hazeldine & Ben Warwick            |
| 2003 | The Seagull            | -                 | -               | Chichester Festival Theatre | -                                                                            |
| 2003 | The Merchant Of Venice | -                 | -               | Chichester Festival Theatre | -                                                                            |
| 2002 | Saint's Day            | Charles Heberdon  | -               | Orange Tree Theatre         | -                                                                            |
| 2000 | Wit                    | -                 | -               | Vaudeville Theatre          | junto a Kathleen Chalfant, Jaye Griffiths, Irene Sutcliffe & Malcolm Tierney |

## Premios y nominaciones
| Año  | Categoría             | Premio                     | Película    | Resultado |
| ---- | --------------------- | -------------------------- | ----------- | --------- |
| 2014 | Best Actor            | Eagle Award                | Say Nothing | Ganador   |
| 2003 | Best Supporting Actor | ITV3 Crime Thriller Awards | The Pianist | Nominado  |